# Tenedos eduardoi
Tenedos eduardoi là một loài nhện trong họ Zodariidae.
Loài này thuộc chi Tenedos. Tenedos eduardoi được Cândido Firmino de Mello-Leitão miêu tả năm 1925.